# Pedro Leonardo
Pedro Leonardo Dantas Costa (Goianápolis, 29 de junho de 1987) é um cantor e apresentador brasileiro. É filho mais velho do cantor sertanejo Leonardo e ex-membro da dupla Pedro & Thiago, que fazia com seu primo Thiago Costa. É irmão dos também famosos Zé Felipe e João Guilherme e da influenciadora digital Jéssica Costa, além de sobrinho do falecido cantor Leandro.

## Biografia
É o filho mais velho do cantor sertanejo Leonardo e de Maria Aparecida Dantas, sobrinho do também cantor Leandro e primo de Thiago, seu ex-parceiro musical.
Em 2002, lançou junto com seu primo Thiago o álbum Toque de Mágica, tendo a faixa de mesmo nome, pela qual ganharam disco de platina. Em 2002, Marlene Mattos convidou a dupla para participar do projeto Jovens Tardes, da Rede Globo, durante duas temporadas, aumentando, assim, a divulgação do trabalho do como cantor.
Em 2004, fez uma participação no filme infantil Cine Gibi. Em 2009, participou do reality show A Fazenda, mas foi eliminado na última semana do programa, ficando em 4° lugar.
Em 12 de dezembro de 2012, o Google divulgou uma lista com os nomes mais procurados do ano, e Pedro Leonardo ficou em primeiro lugar na categoria música.
Em 2013, decidiu desfazer a dupla Pedro & Thiago, pois disse que ainda não tinha possibilidade de voltar a cantar, por conta de um acidente que sofreu. No mesmo ano, Pedro estreou como apresentador no talent show Festival Sertanejo, do SBT, junto com a apresentadora Helen Ganzarolli e a dupla Hugo & Tiago.
Desde outubro de 2015, é apresentador do programa Mais Caminhos, da EPTV, afiliada da Rede Globo nas regiões das cidades paulistas de Campinas, Ribeirão Preto, São Carlos e sul de Minas Gerais.

## Vida pessoal
Pedro é o mais velho de seis irmãos, sendo 5 deles filhos de seu pai e uma irmã por parte de mãe.  
Pedro é pai de Maria Sophia, nascida no início de maio de 2011, e de Maria Vitória, nascida em janeiro de 2018, filhas de seu casamento com a blogueira Thaís Gebelein. 

### Acidente automobilístico
Pedro sofreu um grave acidente de carro na manhã do dia 20 de abril de 2012 após ter feito um show, em Tupaciguara, Minas Gerais. Estava sozinho no veículo e foi levado inconsciente para um hospital em Itumbiara, Goiás, onde submeteu-se a uma cirurgia para retirada do baço. Com traumatismo craniano e trauma abdominal, foi colocado em coma induzido. No mesmo dia, foi transferido para a UTI do Instituto Ortopédico de Goiânia.
No dia 23 de abril de 2012, teve uma parada cardíaca de seis minutos e os médicos conseguiram reverter o quadro. Além disso, precisou passar por sessões de hemodiálise. Três dias depois, Pedro foi transferido para o Hospital Sírio-Libanês, em São Paulo. Ficou 1 mês em coma e no dia 20 de maio de 2012 acordou. Teve alta em 9 de julho de 2012.

## Discografia

### Álbuns de estúdio
- 2002 - Toque de Mágica
- 2003 - Pedro e Thiago 2003
- 2003 - Direito de Viver 3
- 2004 - Coração de Aprendiz
- 2005 - Jogo do Amor

### Ao vivo
- 2008 - Pedro & Thiago Ao Vivo
- 2011 - Na Estrada Como Você Nunca Viu

## Filmografia

### Televisão
| Ano           | Título                     | Cargo          | Notas       |
| ------------- | -------------------------- | -------------- | ----------- |
| 2002–04       | Jovens Tardes              | Apresentador   |             |
| 2006          | Um Menino muito Maluquinho | Elias Carteiro |             |
| 2009          | A Fazenda                  | Participante   | Temporada 1 |
| 2013          | Festival Sertanejo         | Apresentador   |             |
| 2015–presente | Mais Caminhos              | Apresentador   |             |

### Cinema
| Ano  | Título                | Personagem |
| ---- | --------------------- | ---------- |
| 2004 | Cine Gibi             | Ele mesmo  |
| 2005 | 2 Filhos de Francisco | Leonardo   |